# منطقه حفاظت شده بومی بیریلیبورو
منطقه حفاظت شده بومی بیریلیبورو، همچنین به نام بیریلیبورو (ای پی ا)نام برده می شود، یک ناحیه حفاظت شده بومی (ای پی ا) با مساحت ۶۶٬۰۰۰ کیلومتر مربع (۲۵٬۰۰۰ مایل مربع) در منطقه بیابان غربی استرالیای غربی ، در سال ۲۰۱۳ اعلام شد.  
ای پی اکه از قلمروی مهم ملی کارناروون (کاتجارا ) تا کنستانس هدلند، در طول مسیر مشهورکننینگ استاک درازا دارد، سه ناحیه مرکزی بیابان غربی را پوشش می‌دهد: صحرای کوچک شنی، صحرای گیبسون و گاسکواین . این زمین متعلق به دارندگان عنوان بومی بیرلیبورو است که به مردم مارتو معروف هستند .  سه ادعای مالکیت بومی، مربوط به سال های ۲۰۰۸، ۲۰۱۰و ۲۰۱۱، در سال ۲۰۱۶ تصمیم گیری  .
سطح بلندی از گوناگونی زیستی در این( ای پی ا)موجود هستند، از تپه های شنی قرمز و رشته کوه های ماسه سنگی گرفته تا دریاچه های نمک و رسی . این منطقه خانه تعداد زیادی از گونه‌های مهم ملی است، از غبیل دیواره سنگی با گوشه ای سیاه ، اسکینک بزرگ بیابانی ، طوطی شب و نوک خار با نوک باریک . 
محل های هنر سنگی باستانی که از دیدگاه فرهنگی برای مارتو مهم می باشنددر سراسر (ای پی ا) بیریلیبورو،  از غبیلکارناتوکول (گلن سرپنت) موجود هستند. 
در سال ۲۰۱۴، صاحبان و محیط بانان سنتی بیریلیبورو، کاتجارا را بعد از تعطیل شدن از سال ۲۰۰۸، برای ماه ژوئیه بازگشایی نمودند، با این امید که در آینده هر جولای آن را به روی عموم باز کنند. مجوز برای ۷۰ بازدید کننده صادر شد، با هزینه دسترسی ۱۰۰دلار برای هر وسیله نقلیه. همچنین امید می رفت که مردم محلی، به ویژه جوانان، برای ارتباط پیاپی با فرهنگ خود از آن بازدید نمایند. 